# Campeonato Europeo de Hockey sobre Hierba Femenino de 2025
El XVII Campeonato Europeo de Hockey sobre Hierba Femenino se celebró en Mönchengladbach (Alemania) entre el 9 y el 17 de agosto de 2025 bajo la denominación EuroHockey Femenino 2025. El evento fue organizado por la Federación Europea de Hockey sobre Hierba (EHF) y la Federación Alemana de Hockey sobre Hierba. Paralelamente se celebró el XX Campeonato Europeo de Hockey sobre Hierba Masculino.
Los partidos se realizaron en el Warsteiner HockeyPark de la ciudad alemana.
Un total de ocho selecciones nacionales afiliadas a la EHF compitieron por el título de campeón europeo, cuyo anterior portador era el equipo de los Países Bajos, vencedor del EuroHockey 2023.
La selección de los Países Bajos se adjudicó la medalla de oro al derrotar en la final al equipo de Alemania con un marcador de 2-1. En el partido por el tercer puesto el conjunto de España venció al de Bélgica.

## Grupos
| Grupo A      | Grupo B    |
| ------------ | ---------- |
| Países Bajos | Bélgica    |
| Alemania     | Inglaterra |
| Irlanda      | España     |
| Francia      | Escocia    |

## Fase preliminar
- Todos los partidos en la hora local de Alemania (UTC+2).

### Grupo A
| Equipo       | J | G | E | P | GF | GC | DG  | PTS |
| ------------ | - | - | - | - | -- | -- | --- | --- |
| Países Bajos | 3 | 3 | 0 | 0 | 13 | 1  | +12 | 9   |
| Alemania     | 3 | 1 | 1 | 1 | 5  | 6  | -1  | 4   |
| Francia      | 3 | 1 | 0 | 2 | 2  | 10 | -8  | 3   |
| Irlanda      | 3 | 0 | 1 | 2 | 0  | 3  | -3  | 1   |

- Resultados

| Fecha | Hora  | Partido      | Partido | Partido      | Resultado |
| ----- | ----- | ------------ | ------- | ------------ | --------- |
| 09.08 | 15:30 | Países Bajos | -       | Irlanda      | 2-0       |
| 09.08 | 18:00 | Alemania     | -       | Francia      | 4-1       |
| 11.08 | 15:45 | Irlanda      | -       | Francia      | 0-1       |
| 11.08 | 20:30 | Alemania     | -       | Países Bajos | 1-5       |
| 13.08 | 17:30 | Países Bajos | -       | Francia      | 6-0       |
| 13.08 | 20:00 | Irlanda      | -       | Alemania     | 0-0       |

### Grupo B
| Equipo     | J | G | E | P | GF | GC | DG | PTS |
| ---------- | - | - | - | - | -- | -- | -- | --- |
| Bélgica    | 3 | 2 | 1 | 0 | 9  | 2  | +7 | 7   |
| España     | 3 | 1 | 2 | 0 | 5  | 4  | +1 | 5   |
| Inglaterra | 3 | 1 | 0 | 2 | 4  | 4  | 0  | 3   |
| Escocia    | 3 | 0 | 1 | 2 | 1  | 9  | -8 | 1   |

- Resultados

| Fecha | Hora  | Partido    | Partido | Partido    | Resultado |
| ----- | ----- | ---------- | ------- | ---------- | --------- |
| 10.08 | 10:15 | Inglaterra | -       | Escocia    | 3-0       |
| 10.08 | 12:30 | Bélgica    | -       | España     | 2-2       |
| 11.08 | 13:30 | España     | -       | Escocia    | 1-1       |
| 11.08 | 18:00 | Inglaterra | -       | Bélgica    | 0-2       |
| 13.08 | 10:00 | España     | -       | Inglaterra | 2-1       |
| 13.08 | 12:15 | Bélgica    | -       | Escocia    | 5-0       |

## Fase final
- Todos los partidos en la hora local de Alemania (UTC+2).

|  | Semifinales  | Semifinales  |   |            | Final        | Final        |  |
|  | 15 de agosto | 15 de agosto |   |            | 17 de agosto | 17 de agosto |  |
|  |              |              |   |            |              |              |  |
|  |              |              |   |            |              |              |  |
|  | Países Bajos | 3            |   |            |              |              |  |
|  | España       | 1            |   |            |              |              |  |
|  |              |              |   |            |              |              |  |
|  |              |              |   |            |              |              |  |
|  |              |              |   |            | Países Bajos | 2            |  |
|  |              | Alemania     | 1 |            |              |              |  |
|  |              |              |   |            |              |              |  |
|  |              |              |   |            |              |              |  |
|  |              |              |   |            | Tercer lugar |              |  |
|  |              |              |   |            |              |              |  |
|  | Bélgica      | 1            |   | España pen | 1            |              |  |
|  | Alemania pen | 2            |   |            | Bélgica      | 0            |  |

### Semifinales
| Fecha | Hora  | Partido      | Partido | Partido  | Resultado |
| ----- | ----- | ------------ | ------- | -------- | --------- |
| 15.08 | 17:00 | Países Bajos | -       | España   | 3-1       |
| 15.08 | 20:00 | Bélgica      | -       | Alemania | 1-2 pen   |

### Tercer lugar
| Fecha | Hora  | Partido | Partido | Partido | Resultado |
| ----- | ----- | ------- | ------- | ------- | --------- |
| 17.08 | 14:30 | España  | -       | Bélgica | 1-0 pen   |

### Final
| Fecha | Hora  | Partido      | Partido | Partido  | Resultado |
| ----- | ----- | ------------ | ------- | -------- | --------- |
| 17.08 | 17:00 | Países Bajos | -       | Alemania | 2-1       |

### Partidos de clasificación

#### Grupo C
| Equipo     | J | G | E | P | GF | GC | DG | PTS |
| ---------- | - | - | - | - | -- | -- | -- | --- |
| Inglaterra | 3 | 3 | 0 | 0 | 10 | 2  | +8 | 9   |
| Escocia    | 3 | 2 | 0 | 1 | 5  | 5  | 0  | 6   |
| Francia    | 3 | 1 | 0 | 2 | 2  | 7  | -5 | 3   |
| Irlanda    | 3 | 0 | 0 | 3 | 3  | 6  | -3 | 0   |

- Resultados

| Fecha | Hora  | Partido    | Partido | Partido    | Resultado |
| ----- | ----- | ---------- | ------- | ---------- | --------- |
| 15.08 | 12:30 | Irlanda    | -       | Escocia    | 2-3       |
| 15.08 | 14:45 | Francia    | -       | Inglaterra | 1-5       |
| 17.08 | 09:30 | Inglaterra | -       | Irlanda    | 2-1       |
| 17.08 | 11:45 | Francia    | -       | Escocia    | 0-2       |

## Medallero
| Países Bajos | Alemania | España |
| Joosje Burg Pien Dicke Fay van der Elst Luna Fokke Yibbi Jansen Marleen Jochems Josine Koning Sanne Koolen Pam van der Laan Renée van Laarhoven Frédérique Matla Freeke Moes Lisa Post Pien Sanders Marijn Veen Anne Veenendaal Danique van der Veerdonk Xan de Waard | Emma Davidsmeyer Jette Fleschütz Hanna Granitzki Johanna Hachenberg Nathalie Kubalski Emilia Landshut Lena Micheel Lisa Nolte Selin Oruz Sophia Schwabe Julia Sonntag Lilly Stoffelsma Sara Strauss Ines Wanner Linnea Weidemann Felicia Wiedermann Amelie Wortmann Sonja Zimmermann | Berta Agulló Patricia Álvarez Constanza Amundson Florencia Amundson Clara Badia Sara Barrios Xantal Giné Lucía Jiménez Paula Jiménez Teresa Lima Jana Martínez Candela Mejías Luciana Molina Clara Pérez Estel Petchamé Marta Segú Berta Serrahima Laia Vidosa |
| Raoul Ehren (seleccionador) | Janneke Schopman (seleccionador) | Carlos García Cuenca (seleccionador) |

## Estadísticas

### Clasificación general
| 1. Países Bajos |
| 2. Alemania     |
| 3. España CM    |
| 4. Bélgica      |
| 5. Inglaterra   |
| 6. Escocia      |
| 7. Francia      |
| 8. Irlanda      |

### Máximas goleadoras
| Núm. | Jugador                | País         | Goles |
| ---- | ---------------------- | ------------ | ----- |
| 1    | Yibbi Jansen           | Países Bajos | 6     |
| 2    | Stéphanie Vanden Borre | Bélgica      | 3     |
| 2    | Frédérique Matla       | Países Bajos | 3     |
| 4    | Lena Micheel           | Alemania     | 2     |
| 4    | Sophia Schwabe         | Alemania     | 2     |
| 4    | Ambre Ballenghien      | Bélgica      | 2     |
| 4    | Amy Costello           | Escocia      | 2     |
| 4    | Heather McEwan         | Escocia      | 2     |
| 4    | Patricia Álvarez       | España       | 2     |
| 4    | Lucía Jiménez          | España       | 2     |
| 4    | Grace Balsdon          | Inglaterra   | 2     |
| 4    | Tessa Howard           | Inglaterra   | 2     |
| 4    | Lily Owsley            | Inglaterra   | 2     |
| 4    | Elena Rayer            | Inglaterra   | 2     |
| 4    | Katie Mullan           | Irlanda      | 2     |
| 4    | Luna Fokke             | Países Bajos | 2     |
| 4    | Pien Sanders           | Países Bajos | 2     |
| 4    | Marijn Veen            | Países Bajos | 2     |

Fuente: 